# 勃利县
勃利县是黑龙江省七台河市下辖的一个县。位于黑龙江省东部，面积3962平方公里（扣除划归七台河市区的勃利种畜场504平方公里），县人民政府驻勃利镇。

## 名称来源
勃利、伯利、伯力都是满语豌豆的意思。頗黎、勃利、博和哩、剖阿裏都是伯力、伯利的諧音，來源於部落名博和哩。據《滿洲源流考》卷11《疆域》載：“博和哩，滿洲語，豌豆也”。
第二次鸦片战争后，黑龍江以北及烏蘇里江以东的大片中国领土被割讓予俄國，伯力遂改属俄境，并改称哈巴罗夫斯克。
此后，中方又后退于牡丹江流域另建"勃利"，以延续"伯力"之统辖边疆功能，即今七台河市的勃利县。（中国历史上这种情况在人口稀少的边疆屡见不鲜，如汉代玉门关与唐代玉门关相距数百里，而明代铁岭卫治所本在今朝鲜境内，后来才搬迁至今铁岭市。）

## 发展历史
1909年6月2日，吉林巡抚等奏准，拟于依兰府东境增设勃利县，列为“暂行缓设”之列。
1917年5月10日批准，设置勃利县。设治委员于同年9月16日启用关防，县址设于大四站，定为三等县，隶属依兰道。
1919年秋迁至大碾子河镇老街基。
1929年2月，废除道制，由吉林省直辖。东北沦陷后，初隶吉林省，
1934年12月划归三江省管辖。
1939年6月，将南境之林口村、古城镇、龙爪村和青山村划出，设置林口县。1943年10月，划归东满总省管辖。

1945年－1949年，勃利縣屬合江省管轄

1945年，“九三”抗日战争胜利后，划归合江省管辖。
1947年2月，合江省委省政府决定，将依兰县东南部双河地区划出，设置双河县，县政府驻双河镇，隶属合江省管辖。
1948年5月，撤销双河县，并入勃利县。
1949年5月，撤销合江省，改隶松江省。
1954年8月，松、黑两省合并，划归合江专区管辖。
1957年1月22日，省人民委员会通知，将原鸡西县的兴农、平安河和哈达砬子3个乡划归勃利县管辖。
1965年1月1日，将兴农公社划归鸡东县管辖。同年2月2日，国务院批准，将七台河镇划出，设立七台河特区。隶属合江专区。
1966年2月，将密山县境内国营兴北农场划归勃利县管辖。同年9月，将茄子河、中心河两个公社划归七台河特区管辖

## 行政区划
勃利县下辖5个街道办事处、5个镇、3个乡、2个民族乡：
新起街道、新华街道、元明街道、铁西街道、城西街道、勃利镇、小五站镇、大四站镇、双河镇、倭肯镇、青山乡、永恒乡、抢垦乡、杏树朝鲜族乡和吉兴朝鲜族满族乡。

## 人口
根據第七次人口普查數據，截至2020年11月1日零時，勃利縣常住人口為199583人。

## 交通
- 229国道过境。

## 资源
- 矿产：主要有煤、黄金、石墨、花岗岩、大理石、沸石、膨润土等，其中煤的储量1.2亿吨，是全国产煤百县之一，中国稀有的瘦焦煤也有丰富的储量。
- 野生动植物：药用植物300多种，食用菌400多种，野生蓝靛果，红松针叶林。
- 土特产：有山野菜、小红辣椒、红松坚果、人参、鹿产品。

## 现任领导
县委书记：李明
县长：王峰

## 学校
县内有勃利县高级中学（勃利五中）、勃利县第七中学两所高中和勃利一中、勃利二中、勃利四中三所初中 朝中（朝鲜族学校，有中学小学，也收汉族学生）铁路中学（已经黄了）
勃利三中（已经黄了）
勃利县内 镇安小学 元明小学（已经黄了）新太小学（已经黄了）南郊小学（已经是二中的小学部）铁西小学（六中的小学部，也要黄了）逸夫小学（原来的新华小学）东城小学 平高小学（目前在建设中）新起小学